# Adhatoda
Adhatoda là chi thực vật có hoa trong họ Acanthaceae.